# Das junggeglühte Männlein
Das junggeglühte Männlein ist ein Märchen (ATU 753). Es steht in den Kinder- und Hausmärchen der Brüder Grimm an Stelle 147 (KHM 147) und entspricht Hans Sachs’ Versschwank Der affen ursprueng von 1562.

## Inhalt

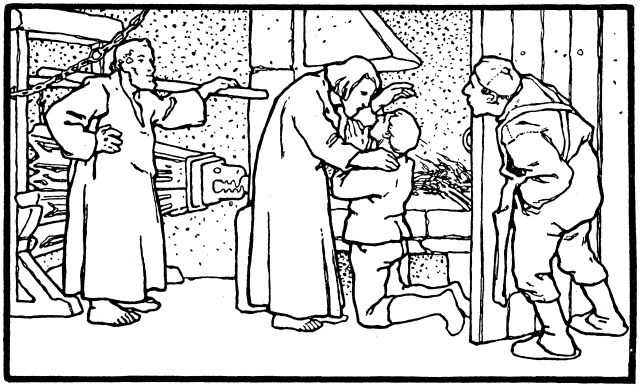
Illustration von Otto Ubbelohde, 1909

Jesus verjüngt auf Bitten Petrus einen Bettler bei einem Schmied, indem er ihn ins Feuer stellt. Der Schmied versucht dasselbe bei seiner Schwiegermutter, aber sie verbrennt sich und wird noch faltiger. Zwei Schwangere erschrecken so über sie, dass sie die zwei ersten Affen gebären.

## Herkunft
Das Schwankmärchen steht in Grimms Märchen ab dem zweiten Teil der 1. Auflage von 1815 (da Nr. 61) an Stelle 147. Es stammt von Hans Sachs (wie auch KHM 148, 180) und wurde von den Brüdern Grimm nur sprachlich modernisiert und in Prosa umgewandelt. Grimms Anmerkung vergleicht weiter die griechische Fabel von Medea und verweist auf Hans Folz und Peter Christen Asbjørnsen. In anderen Schwänken ist der Schmied erst Jesus und Petrus großzügiger Gastgeber und dann ein leichtfertiger Teufelsbündner, siehe KHM 81 Bruder Lustig, KHM 82 De Spielhansl.
Bei Hans Sachs folgt die Moral, dass Schwangere vorsichtig sein sollen und dass Kunst gelernt sein will. Er orientierte sich vielleicht am Legendenschwank vom heiligen Eligius, der einem Pferd die Beine abschneidet, sie mit Hufeisen beschlägt und wieder annäht, was dem Knecht misslingt. Affen standen für den Teufel und die Sünde, mit dem Schwanz des Affen war die Frau geschaffen. Grimms Version beeinflusste dann wohl Sankt Peter und der Schmied, Nr. 48 in Ulrich Jahns Volksmärchen aus Pommern und Rügen, 1891.